# Крушецу (Горж)
Крушецу (рум. Cruşeţu) насеље је у Румунији у округу Горж у општини Крушет. Oпштина се налази на надморској висини од 166 m.

## Становништво
Према подацима из 2011. године у насељу је живело 3895 становника.